# أليكسي إيفرت
أليكسي إرمولايفيتش إيفرت كان جنرالًا روسيًا إمبراطوريًا من أصل ألماني. ولد في 4 مارس 1857 وتوفي في 12 نوفمبر 1918 أو 10 مايو 1926.

## النشأة
وُلِد أليكسي إرمولايفيتش إيفرت في 4 مارس 1857 في موسكو لعائلة نبيلة من أصل ألماني أرثوذكسي . في قرية سمولينسكوي الصغيرة في محافظة موسكو. تخرج أليكسي من فيلق كاثرين الثانية الأول في موسكو عام 1874 ومدرسة ألكسندروفسكوي العسكرية عام 1876. ثم خدم في فوج حرس الحياة فولينسكي .
شهد أول عمل عسكري في الحرب الروسية التركية عام 1877. في عام 1882، تخرج إيفرت من أكاديمية نيكولاييف للأركان العامة، وبعد ذلك خدم في منطقة موسكو العسكرية تحت قيادة القائد العام للمنطقة العسكرية الجنرال بونتوس بريفيرن دي لا جاردي. وفي أواخر عام 1882 تم تعيينه مساعدًا أول لفرقة المشاة الثالثة. وفي أواخر مارس 1886 تم تعيينه في منطقة وارسو العسكرية وعين مساعدًا أول لمقر المنطقة العسكرية في نوفمبر. أصبح فيما بعد قائدًا لعدة أفواج صغيرة قبل تعيينه ضابط أركان لمنطقة وارسو العسكرية مرة أخرى، هذه المرة لمهام خاصة تحت قيادة القائد العام الكونت جوركو. في أواخر يناير 1893، تم تعيينه رئيسًا لأركان فرقة المشاة العاشرة. ثم في أواخر أكتوبر 1903 تم تعيينه رئيسًا لأركان الفيلق الحادي عشر والرابع عشر والخامس على التوالي.

## حروبه
شارك في الحرب الروسية العثمانية (1877–1878) والحرب الروسية اليابانية والحرب العالمية الأولى.